# Remigio Mendiburu

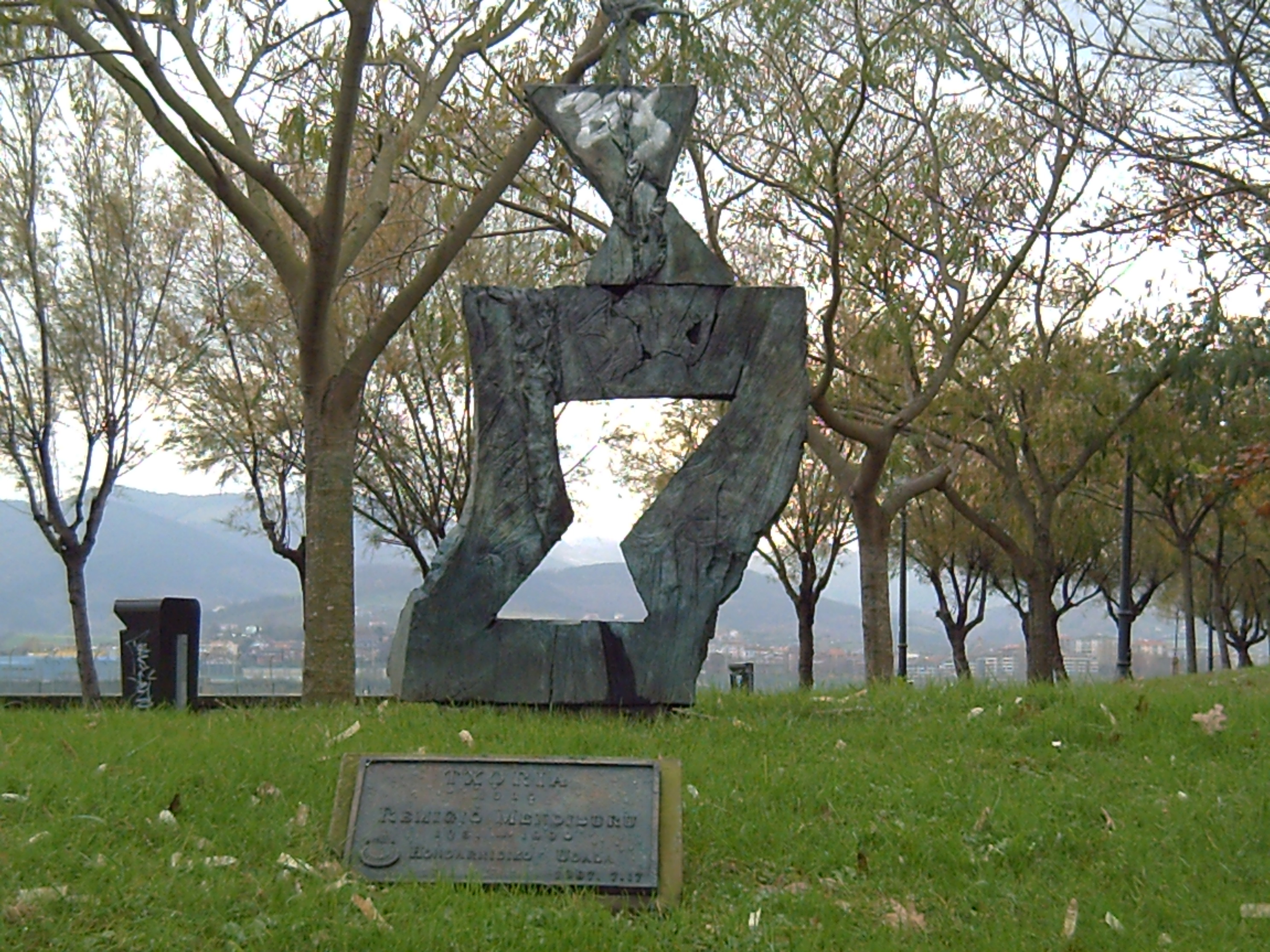
Txoria (El Pájaro), en el parque del Puntal, Fuenterrabía.

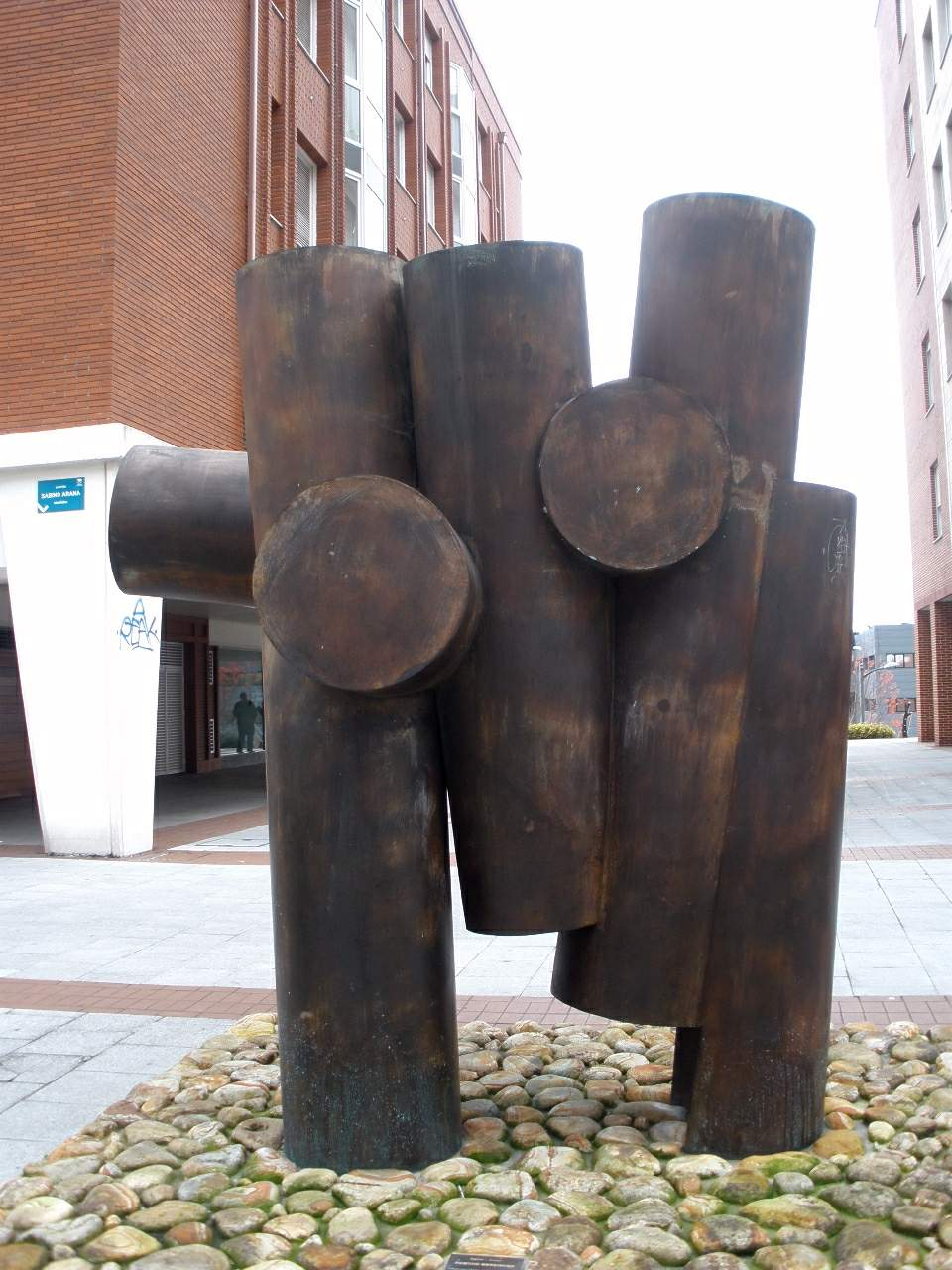
Escultura en Lejona.

Remigio Mendiburu Miranda (Fuenterrabía, Guipúzcoa, 31 de julio de 1931-Barcelona, 16 de abril de 1990) fue un escultor español. Se le considera uno de los máximos exponentes escuela de escultura vasca contemporánea. Murió a los 59 años a causa de una enfermedad hepática.

## Biografía
Para huir de la guerra civil española emigró solo y a pie a Francia.  
En 1956 comenzó sus estudios de arte en la Academia de San Fernando de Madrid, siendo aún muy joven. De allí se trasladó a Barcelona, donde contactó con los artistas e intelectuales de la época: Tàpies, Joan Miró, Portabella, Guinovart.... En 1958 viajó a París, donde tuvo su primer contacto con el Informalismo. 
En 1960 integra el Grupo Gaur junto con Néstor Basterrechea, Jorge Oteiza y Eduardo Chillida. Su obra alcanzó pronto reconocimiento en el País Vasco al conseguir los primeros premios de escultura de la Diputación provincial de Guipúzcoa (1959) y de la fase provincial del I Certamen Nacional de Artes Plásticas (1961). Representó a España en la XXIII Bienal de Venecia (1966).

Trabajador infatigable, expuso tanto nacional como internacionalmente en exposiciones como:
Muestra de Pintura y Escultura Vascas Contemporáneas, celebrada en el Palacio de Bellas Artes de México (1970)
El Metal en el Arte (Valencia, 1971)
I Exposición Internacional de Escultura en la Calle (Santa Cruz de Tenerife, 1973) 
I Muestra Indiscriminada de Arte Vasco de Baracaldo (1971-1972)
Encuentros de Pamplona (1972) 
Muestra de Cinco Escultores Vascos en Madrid junto a Oteiza, Chillida, Basterrechea y Ugarte (1973)
Art Basel (1976)
I Trienal Europea de Escultura (París, 1978)

Mille 3 de Chicago (1984)

## Obra
Mendiburu desarrolla todo su trabajo dentro del campo de la abstracción y da origen a unas creaciones de formas orgánicas usando diferentes materiales como: la chapa de latón, la madera, el bronce, el acero inoxidable o el hormigón. 
En torno a 1970, su obra experimenta un cambio de orientación importante como resultado de la identificación del artista con la naturaleza y de su voluntad de enraizarse en la tradición cultural vasca. Con ese fin, elige los troncos de madera como material escultórico, los trabaja siguiendo técnicas tradicionales y populares. Representativos de esta segunda fase son los grandes murales realizados para la Caja de Ahorros Provincial de Guipúzcoa entre 1976 y 1977.
Remigio Mendiburu diseñó el testigo de la Korrika y la escultura del Premio Manuel Lekuona que otorga Eusko Ikaskuntza.